# Jan van Brusselband
Jan van Brusselband is een Brabantse folkband, afkomstig uit Tilburg. De band werd in 1996 opgericht door Robert Nijssen, Eric Ansems, Michel van Ingen, Pim van Gerwen en Hans Leferink. Al na een jaar bracht de band een eerste single uit, ‘Theezakje’. Meerdere singles, ep's en albums volgden, waaronder ‘Bruxelles Central’ (2006) en ‘Los!’ (2011) met daarop de hitsingle ‘Twee Emmertjes’. De band is opgericht op de lerarenopleiding (pabo Tilburg) waar de mannen van Jan van Brusselband studeerden.

## De band

### Bandleden
- Robert Nijssen - Zang, accordeon, piano
- Michel van Ingen - Zang, gitaar, tin-whistle, dwarsfluit
- Hans Leferink - Drums
- Edwin Brouwers - Gitaar
- Geert van Tilburg - Bas
- Margriet Snellen - Viool

### Oud-bandleden
- Pim van Gerwen - Piano
- Richard Ansems - Gitaar, mandoline
- Eric Ansems - Zang, basgitaar

## Geschiedenis
1997 - Eerste Woordje
In 1997 werd de ep ‘Eerste Woordje’ in eigen beheer uitgebracht. De vier tracks op deze debuut ep zijn allemaal composities van Hans Leferink. De ep is in één dag door Geoffroy Chateau in de Chateau Studio in Tilburg opgenomen en gemixt. Gastmuzikant Richard Ansems trad later toe als leadgitarist van de band. Bij Multidisk werden van deze ep 1000 exemplaren geperst. Zowel Johnny Hoes van Telstar Music als muziekproducent Ad Kraamer toonden interesse om ‘Theezakje’ als single uit te brengen. Special appearance van Bianca Wouters in ‘Dans met mij’.
1998 - Theezakje
De single ‘Theezakje’ werd in 1998 door Ad Kraamer geproduceerd en opgenomen in de Sunrise Studio in Drunen. Naast de originele track werd een ‘live’ versie met publiek opgenomen waarvoor tientallen vrienden en bekenden de band kwamen helpen. ‘Theezakje’ (Live) werd uitgebracht door Willem van Schijndel Music & Entertainment. Hans Leferink schreef ‘Theezakje’ als protestlied om de dames van de catering op de pabo een hart onder de riem te steken. In 2014 bracht Arjon Oostrom zijn versie van dit nummer uit.
2001 - Ze Is De Mooiste
De ep uit 2001 bevat vier nummers waarvan ‘Ze is de Mooiste’ de singletrack is. Naast Hans Leferink schreven Michel van Ingen, Robert Nijssen en Koen Verschuuren mee aan tekst en muziek. De ep is geproduceerd en opgenomen in de Swamp Studio in Raamsdonksveer en later uitgebracht onder het label Multidisk. In 2013 werd het nummer ‘Nee!’ door Mike van Dijk en Jeroen van Zelst opgenomen en uitgebracht bij Berk Music Productions.
2006 - Bruxelles Central
‘Bruxelles Central’ is het eerste volledige album en daarmee de trots van de band. In de prachtige, nieuwe Audioworkx Studio in Hoogeloon, werd het album eind 2005 in een aantal weken rond Kerst door Ron van Wanrooij geproduceerd. Nummers als ‘Thuis’, ‘Bartender’ en ‘Zegetocht’ staan nog steeds prominent op de setlist bij elk optreden. De folksound die ontstond, is in ‘Bruxelles Central’ al goed te horen en werd extra ondersteund door de viool van Hilde van Rijsewijk en mandoline van Ad Grooten. Harry Hendriks (akoestische gitaar), Vincent van Lent en Robbert Koekoek (blazers) waren de perfecte toevoeging in ‘Las Palmas’.
2009 - Twee Emmertjes
De hitsingle ‘Twee Emmertjes’ werd op advies van manager Ashley opgenomen en in 2009 uitgebracht bij Berk Music Productions. Met een rap als toevoeging op het oorspronkelijke nummer, zorgt ‘Twee Emmertjes’ al jaren voor kilometers aan poortjes in feesttenten en is het een veel gedraaide plaat, ook tijdens carnaval. Voor de opname trok de band naar Art of Sound Studio (Nieuwveen), waar het nummer in één dag werd opgenomen onder leiding van producer Roland van Steijn. Hij is degene, die verantwoordelijk is voor de magistrale flow in de rap.
2009 - Thuis
Dit nummer is geboren tijdens een schrijfsessie op het jaarlijkse ‘bandweekend’. Na al die jaren is ‘Thuis’ nog steeds de favoriet van menig folk-liefhebber en één van de bandfavorieten. We hebben het over folk in zijn meest pure vorm en ‘Thuis’ wordt gezien als een echt Jan van Brusselband nummer. Daarom is het de vaste afsluiter van elk optreden. ‘Thuis’ werd de eerste track op ‘Bruxelles Central’. Hiervoor werd een speciaal intro gecomponeerd, dat je zeker even moet beluisteren op het album.
2010 - Mannen Van Stavast
Mannen Van Stavast is een single van het album 'Los!' en heeft een live-versie.
2011 - De Dronken Zeeman
De single ‘Dronken Zeeman’ bleek de ontbrekende track op het album ‘Los!’ en heeft alle ingrediënten van een stevig folknummer. Tin-whistle, accordeon en een scheurende gitaar vormen de ideale mix. Stil blijven staan op dit nummer is onmogelijk. Daarom is ‘Dronken Zeeman’ vaste prik bij ieder optreden. Hé ho, hoog die glazen! Voor de live-versie van de single zongen alle vriendinnen in de studio mee. De videoclip werd opgenomen bij oud-studiegenoot Marc Rijnen in De Veerkes, al jaren de stamkroeg van de band.
2011 - Los!
Na de hitsingle ‘Twee Emmertjes’ duikt de band de studio in voor het tweede album ‘Los!’. In samenwerking met Mark Derksen werd dit album in de Markant Recording Studio in Heeze geproduceerd. Zijn ervaring met folkproducties (o.a. Bots) is goed terug te horen in de arrangementen. In het instrumentale nummer ‘Beleg van Heeze’ trekt de band alle folkregisters open. Op ‘Vrienden’ en ‘Mannen van Stavast’ laat Harry Hendriks (gitaar, banjo en mandoline) weer van zich horen. Van Noordkaap wordt de hit ‘Ik Hou Van U’, het officieuze volkslied van Vlaanderen, geleend.
2017 - Schenk Maar In
Schenk Maar In is uitgebracht in 2017 en heeft een eigen videoclip. Een echt kroeglied met het DNA van Jan.        
2018 - Ik Ga Niet Mee
Ik Ga Niet Mee is uitgebracht in 2018 en heeft een eigen videoclip. In de clip staat de hond van de album cover centraal.
2023 - Twee Emmertjes
Hoe verzin je het!? Een Folk-band en DJ-act die beide muziekwerelden combineren om tot een vlammend succes te komen. Jan van Brusselband en Buren van de Brandweer zagen dat wel zitten. Deze samensmelting van ‘Goei folk’ en ‘Pyromania’ resulteerde in de remake van ‘Twee Emmertjes’. Hoe is deze unieke samenwerking tot stand gekomen? Nou, Jan van Brusselband en Buren van de Brandweer laten menig feesttent met haring en touw uit de grond springen. Dat zal met deze nieuwe track zeker niet anders zijn! De heren zijn de studio ingedoken en hebben ‘Twee Emmertjes’ flink aangepakt en dat is goed te horen!
2024 - Lilleke Meens
Ontdek de onverwachte en feestelijke wending van Lilleke Meens, het nieuwste nummer van Jan Van Brusselband! Wat begon als een traditioneel schrijverskamp voor folkmuziek, veranderde na enkele flinke potten Guinness in een levendige carnavalshit. De aanstekelijke energie en opzwepende melodieën maken dit nummer een absolute must-have voor elke carnavalsplaylist. Laat je meeslepen door de onverwachte fusion van folk en carnaval die Lilleke Meens te bieden heeft!
2025 - Naise Polo (Meej Z’n Alle Carnavalle)
Wat? NAISE POLO? Jazeker, de nieuwste carnavalskraker van Jan van Brusselband is uit! Met echte toeters, bellen en een hoop onzin brengt dit nummer je in de perfecte feeststemming. NAISE POLO is een absolute must-have voor elke carnavalsplaylist. De Brabantse ambassadeurs van goei feestfolk zetten de boel flink op stelten met dit nummer. En carnavallen, dat doen ze het hele jaar door: ‘t Is da gevoel, dus trekt oew pakske aan en geniet van deze kraker!

## Discografie

### Albums
| Album             | Release | Aantal tracks | Tijd          | Label                                |
| ----------------- | ------- | ------------- | ------------- | ------------------------------------ |
| Los!              | 2011    | 15            | 51 min 37 sec | Berk Music Productions               |
| Bruxelles Central | 2006    | 15            | 54 min 49 sec | Wammes Records - Jan van Brusselband |

### Ep's
| Ep                | Release | Aantal tracks | Tijd          | Label                           |
| ----------------- | ------- | ------------- | ------------- | ------------------------------- |
| De Dronken Zeeman | 2011    | 2             | 06 min 54 sec | Berk Music Productions          |
| Thuis             | 2009    | 2             | 08 min 06 sec | Berk Music Productions          |
| Twee Emmertjes    | 2009    | 2             | 06 min 11 sec | Berk Music Productions          |
| Ze Is De Mooiste  | 2001    | 4             | 14 min 31 sec | Multidisk - Jan van Brusselband |
| Eerste Woordje    | 1997    | 4             | 15 min 43 sec | Jan van Brusselband             |

### Singles
| Single             | Release | Aantal tracks | Tijd          | Label                           |
| ------------------ | ------- | ------------- | ------------- | ------------------------------- |
| Naise Polo         | 2025    | 1             | 02 min 29 sec | Brandstichters                  |
| Lilleke Meens      | 2024    | 1             | 03 min 31 sec | Brandstichters                  |
| Twee Emmertjes     | 2023    | 1             | 02 min 49 sec | Brandstichters                  |
| Ik Ga Niet Mee     | 2018    | 1             | 03 min 52 sec | H.O.M.E. / BME Bookings         |
| Schenk Maar In     | 2017    | 1             | 02 min 41 sec | H.O.M.E. / BME Bookings         |
| Mannen Van Stavast | 2011    | 1             | 02 min 52 sec | Berk Music Productions          |
| Thuis              | 2009    | 1             | 03 min 16 sec | Berk Music Productions          |
| Twee Emmertjes     | 2009    | 1             | 03 min 25 sec | Berk Music Productions          |
| Ze Is De Mooiste   | 2001    | 1             | 03 min 22 sec | Multidisk - Jan van Brusselband |
| Theezakje          | 1998    | 1             | 02 min 52 sec | WVS Music                       |

## Streamingdiensten
- Spotify
- Apple Music
- Deezer
- YouTube

## Social media
- Facebook
- Instagram
- X(twitter)

## Website
- Janvanbrusselband.nl